# 巴甫洛達爾
巴甫洛達爾 （哈薩克語： 讀音ⓘ）是哈薩克斯坦東部的一座城市、巴甫洛達爾州首府，位於額爾齊斯河畔。1999年人口為300,500人。俄羅斯人與哈薩克人比例約為2比1。其他有烏克蘭人、日耳曼人等。
1720年開埠，原名。原來是鹽業為經濟支柱，後來鉛、銅、銀等礦物相繼被發現。1861年被改名以紀念亚历山大二世的第八子保羅大公（Павел Александрович）的出生 （巴甫洛達爾是俄語「保羅的禮物」的意思）。由於坦克製造業的關係，當地直到1992年為保密行政區。